# Julian (attore pornografico)
Julian, pseudonimo di James Julián Ríos (Santiago del Cile, 12 ottobre 1970), è un ex attore pornografico e regista pornografico statunitense.

## Biografia
Di origini latino-americane e libanesi, è nato a Santiago del Cile ma è cresciuto a West Covina in California. Dopo gli studi si arruola nel Corpo dei Marine, prestando servizio per sei anni (1988-1994) come sergente. Rios è un veterano della guerra del Golfo.
Rios entra nel mondo della pornografia all'età di 25 anni, prendendo parte ad alcuni video bisessuali prodotti e diretti da Chi Chi LaRue, tra cui Fly Bi Night. Dopo una breve parentesi nella pornografia gay, dove si presentava con lo pseudonimo Jordan Rivers, Julian si dedica esclusivamente alla pornografia eterosessuale.
Verso la fine degli anni novanta è stato legato sentimentalmente all'attrice pornografica Stacy Valentine. La loro relazione è stata documentata nel film The Girl Next Door. Nel 2000 sposa l'attrice hard Jill Kelly e decide di ritirarsi dalle scene, per dedicarsi alla produzione di film con la Jill Kelly Productions e costruirsi una famiglia. Ma dopo la rottura del matrimonio, avvenuta nel 2003, Julian torna ad interpretare e dirigere film pornografici.
Nel 2006, Julian è diventato co-proprietario, insieme a Derek Dozer, della società di produzione di film pornografici Twisted Pink, successivamente rinominata Sudden Impact.

## Premi

### Vinti
- XRCO Award 1999 - Best Male-Female Couple con Gwen Summers in Nothing to Hide 3 & 4[6]

### Candidature
- AVN Award 2004 - Male Performer of the Year
- Grabby Award 2005 - Best Solo Sex Scene per Str8 Shots
- AVN Award 2005 - Male Performer of the Year
- AVN Award 2005 - Best Couples Sex Scene - Video per Young as They Cum 14
- AVN Award 2005 - Best Group Sex Scene - Video per Anal Surprise Party
- AVN Award 2005 - Best Actor - Video per Cargo
- AVN Award 2006 - Best Group Sex Scene - Film per The Villa
- AVN Award 2007 - Best Actor - Film per Janine's Been Blackmaled